# Nanyo
Nan'yō (南陽市; -shi) é uma cidade japonesa localizada na província de Yamagata.
Em 2003, a cidade tinha uma população estimada em 35 544 habitantes e uma densidade populacional de 221,18 h/km². Tem uma área total de 160,70 km².
Recebeu o estatuto de cidade a 1 de Abril de 1967.

## Cidade-irmã
- Nanyang, China